# Teorema de Ptolomeu
O teorema de Ptolomeu refere-se a qualquer quadrilátero inscritível por uma circunferência, e pode ser enunciado da seguinte forma:
"O produto das diagonais é igual a soma dos produtos dos lados opostos". Isto é, sendo m e n suas diagonais, a,b,c e d seus lados, vale que: {\displaystyle m\cdot n=a\cdot c+b\cdot d}. Este teorema pode ser demonstrado da seguinte maneira:

Ilustração do teorema

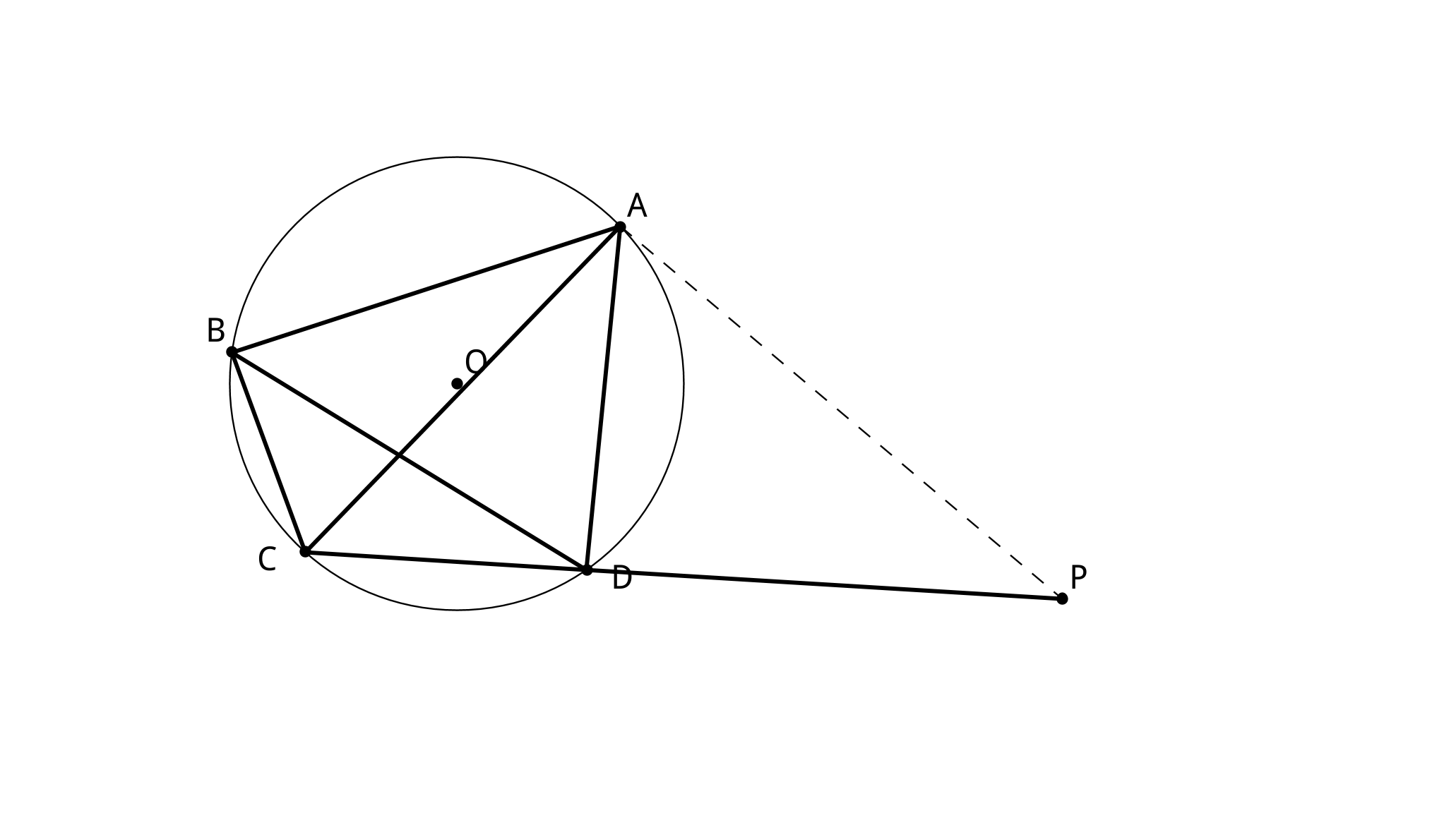
Construção do teorema.

Seja, como na figura ao lado, um quadrilátero ABCD inscrito numa circunferência de centro O. Vamos provar que {\displaystyle AC.BD=AB.CD+AD.BC}, isto é, provar que o produto das diagonais é igual a soma dos produtos dos lados opostos. Para isso, a partir do vértice A traçamos uma semirreta que intersecciona a semirreta {\displaystyle {\overrightarrow {CD}}} num ponto P tal que{\displaystyle m\angle {BAC}=m\angle {DAP}}. Dado que o quadrilátero ABCD é inscritível, podemos dizer que seus ângulos opostos são suplementares ( ver ). Assim, é verdade que {\displaystyle \angle {ABC}} é suplementar a {\displaystyle \angle {ADC}}. Da mesma maneira, temos que {\displaystyle \angle {ADP}} é suplementar a {\displaystyle \angle {ADC}}, o que segue daí que são iguais: {\displaystyle m\angle {ABC}=m\angle {ADP}}. Assim, observe então que os triângulos BAC e DAP têm dois ângulos congruentes e podemos concluir que estes são semelhantes entre si pelo caso ângulo-ângulo (ver ). Disto é válido dizer que {\displaystyle {\frac {AB}{AD}}={\frac {BC}{DP}}}, que é o mesmo que {\displaystyle DP={\frac {(AD)(BC)}{AB}}}. Como construímos que {\displaystyle m\angle {BAD}=m\angle {CAP}}, segue que {\displaystyle m\angle {BAD}=m\angle {CAP}}e, da semelhança de triângulos que acabamos de mostrar, que {\displaystyle {\frac {AB}{AD}}={\frac {AC}{AP}}}. Então, pelo caso lado-ângulo-lado de semelhança de triângulos (ver ), dizemos que os triângulos ABD e ACP são semelhantes. Por conseguinte, também podemos inferir disso que {\displaystyle {\frac {BD}{CP}}={\frac {AB}{AC}}}, que é o mesmo que {\displaystyle CP={\frac {(AC)(BD)}{AB}}}. Mas perceba pela figura ao lado que {\displaystyle CP=CD+DP}. Substituindo tudo que já encontramos nessa expressão, teremos que {\displaystyle {\frac {(AC)(BD)}{AB}}=CD+{\frac {(AD)(BC)}{AB}}}. Resolvendo a expressão, podemos concluir então que{\displaystyle AC.BD=AB.CD+AD.BC}, como queríamos.